# DARPA Grand Challenge
Die DARPA Grand Challenge war ein von der Technologieabteilung Defense Advanced Research Projects Agency des US-amerikanischen Verteidigungsministeriums gesponserter Robotikwettbewerb für unbemannte Landfahrzeuge. Mit der Ausschreibung des Preises sollte die Entwicklung vollkommen autonom fahrender Fahrzeuge vorangetrieben werden. Der Wettbewerb wurde 2007 letztmals ausgetragen.

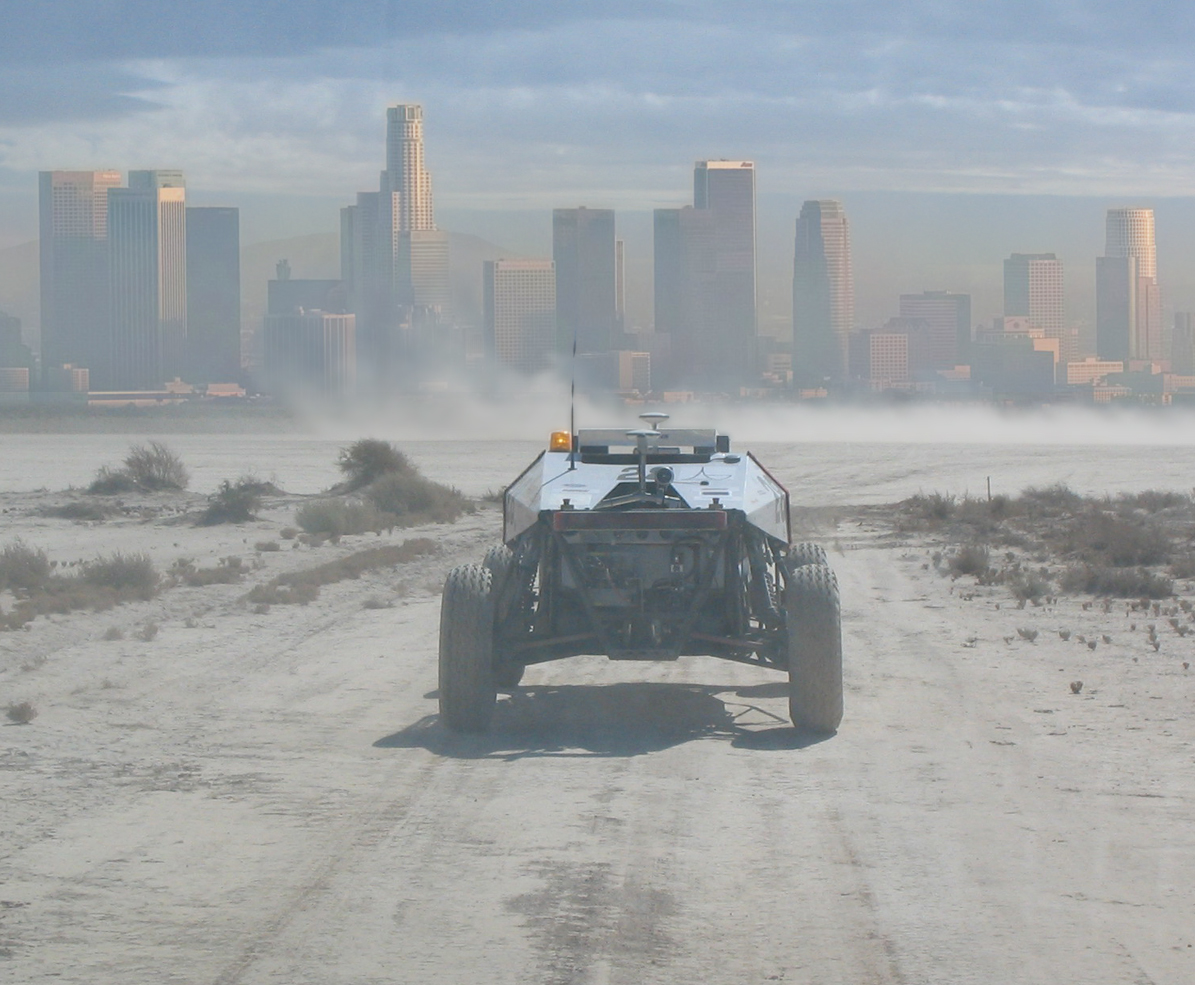
Roboterfahrzeug bei der DARPA Grand Challenge

## DARPA Grand Challenge 2004
Die erste Grand Challenge fand am 13. März 2004 im kalifornischen Barstow statt. Die Route hätte durch die Mojave-Wüste nach Primm unmittelbar hinter der Grenze zu Nevada führen sollen. Die DARPA setzte eine Million US-Dollar als Preisgeld für dasjenige Fahrzeug aus, das als erstes den 150 Meilen (241,4 km) langen Kurs parallel zum Interstate 15 innerhalb von zehn Stunden absolviert. Obwohl sich mehr als 100 Teams für den Start registrierten, gelang es keinem Team, den Kurs erfolgreich zu absolvieren. Das erfolgreichste Fahrzeug konnte lediglich 7,4 Meilen (11,9 km) zurücklegen, was weniger als 5 % der gesamten Strecke ausmacht.

## DARPA Grand Challenge 2005
Die zweite Grand Challenge fand vom 8. bis zum 9. Oktober 2005 ebenfalls in der Mojave-Wüste im US-Bundesstaat Nevada statt, Start und Ziel waren in Primm. Das von der DARPA gestiftete Preisgeld wurde auf zwei Millionen Dollar verdoppelt. Für die Teilnahme registrierten sich 195 Teams aus 36 US-Bundesstaaten und vier weiteren Ländern. Dabei absolvierten fünf Teams die komplette Strecke von 132,2 Meilen (212,76 km), davon vier Teams innerhalb der maximalen Zeit von zehn Stunden. Sieger des Rennens war das von Sebastian Thrun geleitete Team der Stanford University mit dem modifizierten VW Touareg „Stanley“, der die Strecke in 6 Stunden, 53 Minuten und 58 Sekunden bewältigte.

## DARPA Urban Challenge 2007
Die dritte Grand Challenge fand am 3. November 2007 statt. Im Unterschied zu den beiden vorherigen Rennen, bei denen ein Parcours im weitgehend offenen Gelände quer durch die Wüste absolviert werden musste, fand das dritte Rennen in bebautem Gebiet einer verlassenen Kaserne des ehemaligen Air-Force-Stützpunktes George Air Force Base am Rande des kalifornischen Victorville statt. Hierbei stand nicht mehr allein das autonome Navigieren im Vordergrund. Da sich hier alle autonomen Fahrzeuge sowie zusätzliche, von Menschen gesteuerten Autos, im Stadtverkehr befanden, mussten hier auch die normalen Vorfahrtsregeln beachtet werden. Für das Team, das als erstes einen 60 Meilen langen und in drei Missionen unterteilten Parcours innerhalb von weniger als 6 Stunden absolviert, wurde von der DARPA ein Preisgeld von insgesamt 3,5 Millionen US-Dollar ausgeschrieben. Die drei ersten Teams, die das Ziel in kürzester Zeit erreichen und die wenigsten Abzüge wegen Regelverletzungen vorzuweisen haben, erhalten 2 Millionen, 1 Million bzw. 500.000 US-Dollar. Die DARPA Urban Challenge 2007 hat das Team Tartan Racing gewonnen, auf den zweiten Platz kommt das Stanford Racing Team und auf den dritten Platz das Team VictorTango. Die deutschen Finalteilnehmer Team AnnieWay (Uni Karlsruhe) und CarOLO (TU Braunschweig) schieden im Verlauf des Rennens aufgrund technischer Schwierigkeiten (AnnieWay: vermutlich Rechnerfehler; CarOLO: Verbogene Sensorik nach Kollision mit dem Team MIT) aus.

### Regeln 2007
- Das Fahrzeug muss autonom am Boden fahren und den Kurs innerhalb von sechs Stunden absolvieren.
- Das Fahrzeug darf ein von der DARPA vorgegebenes Gebiet nicht verlassen.
- Das Fahrzeug darf öffentlich zugängliche Signale, z. B. das GPS, nutzen.
- Es dürfen während des Rennens keine Steuerkommandos an das Fahrzeug gesendet werden.
- Das Fahrzeug darf kein anderes Fahrzeug vorsätzlich berühren.
- Es ist eine autonome Service Station erlaubt, die sich ungefähr auf halber Länge der Gesamtstrecke befindet.